# Geschäftsführung (Schweiz)
Die Ausprägung der Geschäftsführung von Schweizer Kapitalgesellschaften hängt von deren Rechtsform ab.

## GmbH
Die Geschäftsführung und Vertretung einer GmbH erfolgt in der Regel durch eine Selbstorganschaft. Die Gesellschafter nehmen die Geschäftsführung gemeinsam wahr. Ausnahmen sind 
- Abweichende Statutenbestimmung[2]
- Wahrnehmung der Geschäftsführung durch einen einzigen oder wenige (aber nicht alle) Gesellschafter
- Wahrnehmung der Geschäftsführung durch einen Dritten, der nicht Gesellschafter ist; Drittorganschaft.

## Aktiengesellschaft
Die Geschäftsführung und Vertretung einer Aktiengesellschaft kann vom Verwaltungsrat (VR) oder von Dritten (Delegation) wahrgenommen werden.
- Geschäftsführung durch den Gesamt-VR: Ohne Delegation der Geschäftsführung obliegt diese dem Gesamt-VR.[3]
- Mit Delegation: Der VR kann die Geschäftsführung aufgrund einer entsprechenden Statutenbestimmung delegieren.[4][5]

## Bezeichnungen
Die Handelsregisterverordnung (HRegV) regelt unter anderem Aufbau und Inhalt des Handelsregisters (Art. 1 Buchstabe b). Generell werden die Organe einer Rechtseinheit eingetragen, die in Abhängigkeit von der Rechtsform Personenangaben (Art. 119) umfassen. Die Grundangaben zu natürlichen Personen umfassen den Familiennamen, mindestens einen Vornamen, den Heimatort oder die Staatsangehörigkeit, die Wohnortgemeinde, die Funktion in der Rechteinheit sowie die Zeichnungsberechtigung.
Die Funktionsbezeichnung erfolgt dabei in einer offiziellen Landessprache, womit angelsächsische Funktionsbezeichnungen unzulässig sind. In deutschsprachig geführten Handelsregistern übliche Funktionsbezeichnung bei delegierten Führungsstrukturen – darunter Direktionen, Generaldirektionen (GD) und mehrköpfigen Geschäftsleitungen (GL) – sind:
- Geschäftsführer und Geschäftsführerin
- Direktor und Direktorin
- Vorsitzender der Geschäftsleitung und Vorsitzende der Geschäftsleitung

Bei mehrköpfigen Geschäftsleitungen ist auch die Funktionsbezeichnung Mitglied der Geschäftsleitung gängig. Da die Funktionsbezeichnungen rein deklaratorischen Charakter haben, wird teilweise auf Funktionsbezeichnungen verzichtet, da sich die Vertretungsvollmacht aus der Zeichnungsberechtigung (Kollektivunterschrift zu zweien, Kollektivprokura zu zweien, Einzelunterschrift, Einzelprokura et al) herleitet.